# Gulocosa eskovi
Gulocosa eskovi Marusik, Omelko & Koponen, 2015 è un ragno appartenente alla famiglia Lycosidae.
È l'unica specie nota del genere Gulocosa.

## Distribuzione
L'unica specie oggi nota di questo genere è stata rinvenuta in Russia, lungo le pendici del monte Ko, nel Territorio di Chabarovsk.

## Tassonomia
Le caratteristiche di questo genere monospecifico sono state determinate dall'analisi degli esemplari tipo Gulocosa eskovi Marusik, Omelko & Koponen, 2015, effettuate nel 2015; il genere è maschile.
Dal 2015 non sono stati esaminati altri esemplari, né sono state descritte sottospecie al 2017.